# Globimetula cupulata
Globimetula cupulata là một loài thực vật có hoa trong họ Loranthaceae. Loài này được (DC.) Danser mô tả khoa học đầu tiên năm 1933.